# Alberto Guani
Alberto Guani (Montevideo, 14 juni 1877 – Montevideo, 25 november 1956) was een Uruguayaanse jurist, diplomaat en politicus.

## Loopbaan
Hij studeerde Recht in Montevideo en specialiseerde zich in het Internationaal Recht; hij gaf daarna les aan de Universiteit van Montevideo. Hij schreef over economische en politieke kwesties in de kranten El Siglo en El Tiempo, en voor andere publicaties. Na jurist te zijn geworden, ging hij een partnerschap aan met Dr. Eduardo Acevedo; hun firma behandelde de eerste echtscheidingszaken in Uruguay sinds dat onder het presidentschap van José Batlle y Ordóñez mogelijk was geworden.
Guani was lid van de Coloradopartij. Hij begon zijn parlementaire carrière in 1907. Guani werd de eerste afgevaardigde van Uruguay naar de Volkenbond en werd daarin gekozen tot voorzitter van de vergadering van 1927. Hij was de eerste Uruguayaan die een college gaf over Internationaal Recht aan de Haagsche Academie voor Internationaal Recht. Toen de Volkenbond in 1920 in San Remo bijeenkwam, drukte Guani steun uit voor de Joodse aspiraties in Palestina en steunde de Balfour-verklaring van 2 november 1917, die van belang was voor de creatie van de Staat Israel.
Guani was actief in de diplomatieke dienst en was Uruguay's gevolmachtigd minister in Oostenrijk-Hongarije en Zwitserland (1911), België en Nederland (1913), in Frankrijk (1925–1926), en in het Verenigd Koninkrijk (1936–1938). Ook vertegenwoordigde hij Uruguay in de Volkenbond.
Alberto Guani werd benoemd tot Minister van Buitenlandse zaken door Alfredo Baldomir, en diende in die functie van 1938 tot 1943.
Guani bestreed het fascisme tijdens de Pan Amerikaanse Conferentie (1938), en legde in 1941 de basis voor inter-Amerikaanse militaire overeenkomsten. Als minister onder het presidentschap van Alfredo Baldomir, was Guani actief betrokken bij de diplomatieke rel die ontstond rond het Duitse oorlogsschip Admiral Graf Spee. Dit schip zocht toevlucht aan de kust van Uruguay tijdens de Zeeslag bij de Río de la Plata op 13 december 1939.
Bij de verkiezingen van november 1942 was Guani de running-mate van Juan José de Amézaga. Hij werd vice-president van Uruguay van 1943 tot 1947, en was daarmee de opvolger van Alfredo Navarro. Zelf werd hij in 1947 opgevolgd door Luis Batlle Berres.

## Overlijden en nalatenschap
Alberto Guani overleed in Montevideo op 26 november 1956.
Guani was de derde vice-president van Uruguay, na de instelling van deze functie in 1934. Onder de verschillende vice-presidenten wordt hij onderscheiden en herinnerd door zijn prestaties (op diplomatiek terrein) voordat hij vice-president werd. In tegenstelling tot andere houders van deze portefeuille, ontsnapte hij goeddeels aan kritiek voor deelname aan de regering van Gabriel Terra, die per decreet regeerde.